# Горњевеликоморавска котлина
Горњевеликоморавска котлина, Параћинско-светозаревачка или Параћинско-јагодинска котлина је велико проширење у композитној долини Велике Мораве. На југу се везује за Сталаћку, а на северу за Багрданску клисуру. Име је добила по градовима који се у њој налазе — Параћину и Јагодини. Осим њих у котлини су значајна и места попут Ћуприје, Ћићевца и Варварина. Са западне стране налазе се планине Јухор и Црни врх, а са источне стране су падине Кучаја. Дно котлине покривено је неогеним седиментима. Дужина јој износи 45 километара, а ширина око 25 километара.